# Ramsøyfjorden
Ramsøyfjorden er det norske havområde som ligger mellem Smøla i Møre og Romsdal og Hitra i Trøndelag. Fjorden starter i Trondheimsleia, og slutter ude i Norskehavet, omtrent hvor Frøyfjorden starter, nordvest for Hitra.

## Referanser
1. ↑  Ramsøyfjorden på Norgeskart.no fra Statens kartverk

63°26′48.574″N 8°12′14.548″Ø / 63.44682611°N 8.20404111°Ø